# Lotononis schonfelderi
Lotononis schonfelderi là một loài thực vật có hoa trong họ Đậu. Loài này được (Merxm. & A.Schreib.) A.Schreib miêu tả khoa học đầu tiên.